# Dermot Ahern
Pour les articles homonymes, voir Ahern.
Dermot Ahern (né en février 1955 à Drogheda) est un homme politique irlandais, membre du Fianna Fáil. Il a été Teachta Dála du Comté de Louth et ministre de la Justice.

## Petite carrière politique
T.D. Ahern est né dans une famille n'ayant adhéré à quelque parti politique que ce soit. Lui-même s'est d'abord impliqué dans la politique très jeune, en devenant membre du conseil du comté de Louth en 1979 comme représentant le Fianna Fáil. Il a siégé dans cette autorité jusqu'en 1991. T.D. Ahern a été élu au Dáil Éireann à l'élection générale de 1987 et a conservé son siège depuis. L'année suivante, il est nommé assistant whip en chef du gouvernement par le Premier ministre Charles Haughey.

Trois ans plus tard, en 1991, le ministre des Finances, Albert Reynolds, échoua dans sa tentative d'évincer Haughey comme Taoiseach et leader du Fianna Fáil. Ahern ayant été un ardent supporteur loyaliste à Haughey, a été récompensé par ce dernier en étant promu à un poste de ministre d'État au Département du Taoiseach avec une responsabilité particulière en tant que Chief Whip du gouvernement. Dermot Ahern est simultanément nommé au poste de ministre d'État au ministère de la Défense. En février 1992 Charles Haughey a été forcé de démissionner et Albert Reynolds aura finalement réussi à devenir chef de parti et le Taoiseach. Dermot Ahern perdit son poste ministériel et fut renvoyé comme député pour toute la durée durant laquelle Reynolds resta à la tête du gouvernement.
À la fin de 1994, Bertie Ahern (n'ayant aucun lien de parenté avec Dermot Ahern) succéda à Albert Reynolds à la direction du Fianna Fáil. Dermot Ahern revint alors à des hautes responsabilités au sein du parti en devenant chef whip. En 1997, Ahern a été envoyé à Londres pour vérifier les rumeurs selon lesquelles un autre haut responsable du Fianna Fáil, Ray Burke, avait reçu un paiement de Joseph Murphy. La demande a été rejetée et Burke a été nommé ministre des Affaires étrangères, deux jours plus tard après le retour au pouvoir du Fianna Fáil. Burke purgea une peine de prison pour corruption. Depuis cet épisode Ahern a pris une position ferme sur la question de la corruption politique en Irlande - étant le seul membre du gouvernement et du Fianna Fáil à publiquement appeler à la fin du lien qui existe entre les affaires et la politique avec une interdiction pure et simple aux entreprises et syndicats de faire des dons des partis politiques

## Cabinet de carrière
1997-2002: Ministre des affaires sociales, communautaires et familiales
À la suite de l'élection générale de 1997 Fianna Fáil & les Progressive Democrats sont arrivés au pouvoir et Ahern est nommé ministre de la Communauté, Affaires sociales et familiales. Il a travaillé d'arrache-pied dans ce portefeuille et sécurisé plus de fonds pour son département en raison de la privatisation de Telecom Éireann, en faisant valoir que ces fonds doivent être garantis pour les exigences des pensions futures. Comme Ahern, ministre des affaires sociales a également présenté la plus grande augmentation au bien-être social et aux pensions de l'histoire irlandaise. Il a également obtenu des droits à pension pour les Irlandais qui ont émigré de l'Irlande avant 1953.

## 2002-2004: ministre des Communications, de la Marine et des Ressources naturelles
À la suite du retour de l'État à l'élection générale de 2002, Dermot Ahern a été nommé ministre des Communications, Marine et Ressources Naturelles. À ce poste, il a été très critique à l'égard de la perception des échecs de la direction et les syndicats dans le principal fournisseur de services de télécommunications Eircom. Il était un ministre très interventionniste dans un marché des télécommunications qui, à son avis, avait connu une défaillance du marché. Il a introduit un système d'orientation de politique en matière de réglementation des télécommunications exigeant, entre autres choses, Flat Rate Internet Access. Dermot Ahern a également élaboré et commencé à mettre en œuvre des services à large bande Irlande du Plan d'action du gouvernement qui prévoyait la construction d'une infrastructure en fibres de remplacement et les installations de coïmplantation. Il a sanctionné une série de réformes pour la radiotélévision de service public en Irlande et a présenté une Charte pour l'Irlande du radiodiffuseur national Radio Telefis Eireann. Il a présenté un programme visant à offrir un accès internet sans fil gratuit pour chaque primaire, le secondaire et l'école des besoins spéciaux dans l'État. Contre toute attente Ahern garanti UE reconnaissance et la protection de l'Irish Box, une zone d'eaux territoriales irlandaises hors limites de pêcheurs espagnols et portugais.

## Autres postes ministériels
Depuis 1987 : Élu T.D.Teachta Dála
- 1997-2002 : Ministre des Affaires sociales et de la famille
- 2002-2004 : Ministre des Transports, de la Mer et des ressources naturelles
- 2004-2008 : Ministre des Affaires étrangères
- 2008-2011 : Ministre de la Justice